# Olympus E-400
De Olympus E-400 is een 10 megapixel spiegelreflexcamera voor semi-professionele en amateurfotografen. Deze compacte Four Thirds digitale spiegelreflexcamera kwam eind 2006 op de markt, behalve in Noord-Amerika. De E-400 is een van de kleinste en lichtste camera's in zijn klasse.
De camera is in maart 2007 opgevolgd door de Olympus E-410.